# Johannes Dros
Johannes Dros (død 29. januar 1289 i Aarhus) var en dansk ærkebiskop i Lund 1280-1289.
Om hans slægt er ikke andet kendt, end at hans moder hed Gerike, og at hun rimeligvis er død, efter at sønnen var blevet ærkebiskop.
Selv var Johannes Dros 1256 kannik i Lund, blev senere (o. 1279) ærkedegn sammesteds, men virkede kun kort tid i denne stilling, idet han, efter at ærkebiskop Thrugot Thorstensen 2. maj 1280 var død, enstemmigt af domkapitlet valgtes til dennes efterfølger.
Valget skulle imidlertid bekræftes af paven, hvorved det ifølge en pavelig bestemmelse af meget ny dato
(december 1279) pålå den valgte selv at indfinde sig i Rom og erhverve bekræftelsen. Dette havde Dros forsømt og derved egentlig forspildt sin ret som valgt; alligevel beskikkede paven ham i kraft af sin apostoliske magtfuldkommenhed (april 1282) og lod en legat meddele ham den bispelige vielse og overbringe ham palliet.
Som bekræftet og viet ærkebisp har han derefter deltaget i danehoffet i Nyborg (juli 1282) og sammen med de andre bisper underskrevet Kong Eriks mærkelige håndfæstning af 29. juli 1282. Hvad der i øvrigt vides om hans virksomhed som landets øverste gejstlige, er ikke meget. Han bevarede det fredelige forhold mellem kirken og kongemagten, han havde arvet fra sin forgænger, ligesom han utvivlsomt med største delen af gejstligheden stod på Erik Klippings side mod de misfornøjede verdslige stormænd.
Mordet i Finderup 22. november 1286 og det derpå følgende tronskifte medførte
sikkert ingen forandring i hans stilling til kongemagten. Juledag 1287 kronede han Erik Menved i Lund; et års tid derefter døde han og efterfulgtes i ærkesædet af Jens Grand.